# Saint Vincent i Grenadyny na Letnich Igrzyskach Olimpijskich 2012
Saint Vincent i Grenadyny na Letnich Igrzyskach Olimpijskich 2012, które odbyły się w Londynie, reprezentowało 3 zawodników.
Był to siódmy start reprezentacji Saint Vincent i Grenadyn na letnich igrzyskach olimpijskich.

## Reprezentanci

### Lekkoatletyka
Mężczyźni
| Zawodnik               | Konkurencja   | Eliminacje | Eliminacje | Ćwierćfinał | Ćwierćfinał | Półfinał      | Półfinał      | Finał         | Finał         |               |
| Zawodnik               | Konkurencja   | Wynik      | Miejsce    | Wynik       | Miejsce     | Wynik         | Miejsce       | Wynik         | Miejsce       |               |
| ---------------------- | ------------- | ---------- | ---------- | ----------- | ----------- | ------------- | ------------- | ------------- | ------------- | ------------- |
| Courtney Carl Williams | bieg na 100 m | 10,80      | 3.         |             |             | Nie awansował | Nie awansował | Nie awansował | Nie awansował | Nie awansował |

Kobiety
| Zawodniczka      | Konkurencja   | Eliminacje       | Eliminacje       | Ćwierćfinał | Ćwierćfinał | Półfinał       | Półfinał       | Finał          | Finał          |                |
| Zawodniczka      | Konkurencja   | Wynik            | Miejsce          | Wynik       | Miejsce     | Wynik          | Miejsce        | Wynik          | Miejsce        |                |
| ---------------- | ------------- | ---------------- | ---------------- | ----------- | ----------- | -------------- | -------------- | -------------- | -------------- | -------------- |
| Kineke Alexander | bieg na 400 m | Nie wystartowała | Nie wystartowała |             |             | Nie awansowała | Nie awansowała | Nie awansowała | Nie awansowała | Nie awansowała |

### Pływanie
Mężczyźni
| Zawodnik      | Konkurencja       | Eliminacje | Eliminacje | Półfinał      | Półfinał      | Finał         | Finał         |
| Zawodnik      | Konkurencja       | Czas       | Miejsce    | Czas          | Miejsce       | Czas          | Miejsce       |
| ------------- | ----------------- | ---------- | ---------- | ------------- | ------------- | ------------- | ------------- |
| Tolga Akcayli | 50 m st. dowolnym | 26,27      | 45.        | Nie awansował | Nie awansował | Nie awansował | Nie awansował |